# Reichskanzlei Dienststelle Berchtesgaden
Die Reichskanzlei Dienststelle Berchtesgaden (auch Kleine Reichskanzlei) ist ein 1936 bis 1937 nach Plänen von Alois Degano als Außenstelle der Reichskanzlei errichtetes denkmalgeschütztes Gebäudeensemble im Bischofswiesener Gemeindeteil Stanggaß nahe Berchtesgaden. Sie diente als zweiter Regierungssitz des nationalsozialistischen Deutschen Reiches während der Anwesenheit Adolf Hitlers im nahe gelegenen Führersperrgebiet Obersalzberg.

## Planung und Bau
Mit der Planung der, heute denkmalgeschützten, Gebäude wurde der Architekt Alois Degano beauftragt. Baubeginn war Mitte September 1936. Der hohe Grundwasserspiegel erschwerte die Errichtung der Fundamente, weshalb eine Pfahlgründung auf 620 Betonpfählen eingebracht wurde. Degano hatte sich für ein Hauptgebäude mit Nebentrakt entschieden, zusätzlich wurde nordöstlich ein Garagenbau mit Personalwohnungen errichtet. Das Richtfest fand am 18. Januar 1937 statt, die Fertigstellung der oberirdischen Gebäude erfolgte im Juli 1937. Von 1943 bis 1945 wurde die 500 m lange Luftschutzstollenanlage errichtet.

## Beschreibung

### Lage
Die Gebäude befinden sich am Urbanweg im Bischofswiesener Gemeindeteil Stanggaß auf einer Höhe von etwa 620 m. Die Bunkeranlagen, die direkt mit den Gebäuden der Reichskanzlei verbunden sind, haben einen Zugang südwestlich der Anlage direkt an der Bahnstrecke Bad Reichenhall–Berchtesgaden.
Warum diese Dienststelle der Reichskanzlei trotz ihrer Lage nicht nach der Gemeinde Bischofswiesen bezeichnet wurde, für die seinerzeit allerdings das Bezirksamt Berchtesgaden (1862–1938) und anschließend der Landkreis Berchtesgaden (1939–1972) als übergeordnete Verwaltungsbehörde zuständig waren, ist bislang ungeklärt bzw. nicht zu belegen.

### Baubeschreibung
Bei der Reichskanzlei handelt es sich um eine Baugruppe mit zwei versetzt angeordneten zweigeschossigen Flachsatteldachbauten mit parallel verlaufendem Giebel. Die Gebäude sind mit Giebellauben, Standerkern, profilierten Pfettenköpfen und Rundbogeneingängen in Anlehnung an regionale Bauformen gestaltet. Als Verbindung dient ein niedriger Querbau mit Satteldach.
Das zugehörige Kraftwagengebäude ist ein zweigeschossiger Massivbau mit Flachsatteldach.

## Dienstbetrieb
Ab 1937 verrichteten der Chef der Reichskanzlei Hans Heinrich Lammers, Willy Meerwald, Leiter der Abteilung A („Persönliche Angelegenheiten des Führers und Reichskanzlers, Repräsentation, Empfänge, Presse“) und weitere Beamte in den Sommermonaten ihre Dienstgeschäfte in der Dienststelle Berchtesgaden. Im Schriftverkehr sowie im öffentlichen Sprachgebrauch wurde nicht von der Reichskanzlei Berchtesgaden, sondern von der Dienststelle der Reichskanzlei in Berchtesgaden gesprochen. Damit sollte der Eindruck vermieden werden, dass die Reichskanzlei vollständig nach Berchtesgaden verlegt wurde.
In später hinzugekauften Gebäuden wurde bei Bedarf das Oberkommando der Wehrmacht untergebracht.

## Nachkriegsverwendung
Im Mai 1945 wurde die Reichskanzlei Dienststelle Berchtesgaden von der US-Army besetzt. US-General Omar Bradley ließ sich in einem der Fahrzeuge aus Hitlers Fuhrpark auf das Gelände chauffieren, um vor Ort einen Ehrenappell von US-Soldaten abzunehmen und Auszeichnungen zu verleihen. Von 1945 bis 1995 von der US-Armee genutzt, konnte die Bundesrepublik – rechtsidentisch mit dem Deutschen Reich – ab 1996 über die Liegenschaft auch verfügen. Sie verkaufte diese an eine Gruppe privater Investoren.
2004 geriet die einstige Kleine Reichskanzlei wegen der zeitweiligen Nutzung einer darin befindlichen Mietwohnung durch den Familientherapeuten Bert Hellinger erneut in den Blickpunkt der Medienöffentlichkeit, woraufhin er von führenden systemischen Therapeuten wie Arist von Schlippe wegen seiner im Sinne von Familienaufstellungen bezogenen Einlassungen zu Adolf Hitler und dem „jüdischen Volk“ heftig kritisiert wurde. Später betonte Arist von Schlippe jedoch, dass er Hellinger weder als „Nazi“ noch als „Faschisten“, „sein Denken“ nicht „als Wegbereiter ‚brauner‘ Weltanschauung“ verstehe.
Das Interieur der Kleinen Reichskanzlei ist in großen Teilen noch im Original vorhanden. Der Besitzer legt Wert darauf, diesen Zustand so zu erhalten.